# František Karel Rosůlek

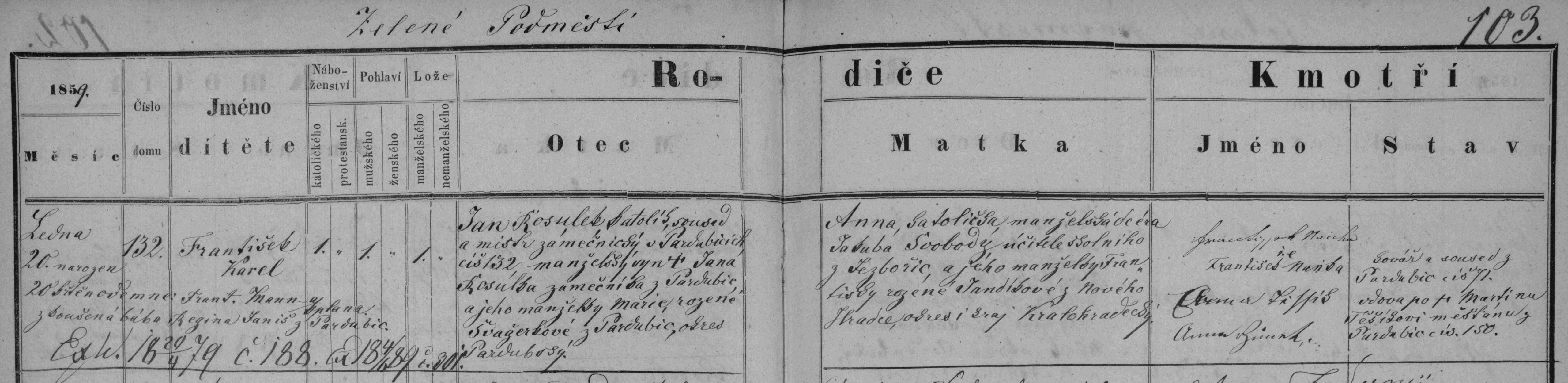
matriční zápis o narození a křtu Františka Karla Rosolka (matrika N 1855-1866 Pardubice - Zelené Předměstí (SOA Zámrsk))

František Karel Rosůlek (20. ledna 1859, Pardubice – 28. prosince 1940, tamtéž) byl český učitel, vlastivědný pracovník a kulturní historik.

## Život
Pocházel z rodiny zámečníka. Po maturitě na Učitelském ústavu v Příbrami roku 1879 pracoval jako učitel na různých školách v pardubickém kraji. Roku 1910 se stal ředitelem na dívčí měšťanské škole v Pardubicích a tuto funkci vykonával až do roku 1924, kdy odešel do výslužby. Veřejně působil jako člen různých spolků (například jako jednatel učitelské jednoty „Budeč“ v Holicích nebo hasičského sboru ve Svinčanech), byl kustodem archeologické sbírky pardubického muzea a kromě vzdělávání mládeže se věnoval také kulturně-historické a vlastenecké činnosti, kterou rakouské úřady ne vždy přijímaly s pochopením. V roce 1939 mu bylo za celoživotní činnost uděleno čestné občanství Pardubic.

## Dílo
Literárně činný byl od roku 1881, kdy začal přispívat do časopisů Paleček a Pernštýn. Dále publikoval především v Národních listech a v Národní politice, ve Zlaté Praze, v Učitelských novinách a také v místních pardubických časopisech. Pardubicím také věnoval velkou část své literární tvorby, dvoudílné Pověsti z Pardubicka a pozoruhodné vlastivědné kompendium Pardubicko-Holicko-Přeloučsko, které vycházelo v letech 1903–1926 a jehož byl redaktorem.

## Bibliografie

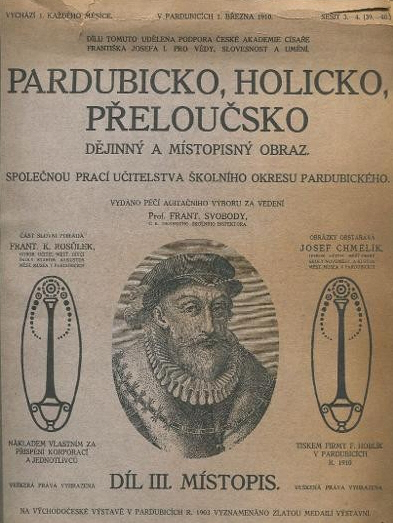
Pardubicko-Holicko-Přeloučsko, titulní list sešitu z roku 1910